# Елктон (Јужна Дакота)
Елктон (енгл. Elkton) град је у америчкој савезној држави Јужна Дакота.

## Демографија
По попису из 2010. године број становника је 736, што је 59 (8,7%) становника више него 2000. године.
| Група             | 2000.       | 2010.       |
| Белци             | 667 (98,5%) | 611 (83,0%) |
| Афроамериканци    | 1 (0,1%)    | 3 (0,4%)    |
| Азијати           | 0 (0,0%)    | 0 (0,0%)    |
| Хиспаноамериканци | 3 (0,4%)    | 107 (14,5%) |
| Укупно            | 677         | 736         |